# Sindiren
Sindiren (früher Yenice) ist eine ländliche Siedlung im İlçe Haymana der türkischen Provinz Ankara, die früher ein selbständiges Dorf war und heute verwaltungstechnisch als Ortsteil der Gemeinde Haymana organisiert ist. Sindiren liegt in Zentralanatolien auf 1280 m über dem Meeresspiegel, ca. 94 km südlich von Ankara und 56 km nordwestlich von Kulu.
1985 lebten 3036 Menschen im Ort, 2000 mehr als 4500 Menschen. 2020 hatte die Ortschaft noch 2127 Einwohner. Es wird fast ausschließlich von Zentralanatolischen Kurden aus der Gruppe der Şexbizin bewohnt.